# Matrix (serie televisiva)
Matrix è una serie televisiva di avventura fantasy canadese che è andata in onda per 13 episodi nel 1993. La serie è stata trasmessa da CTV in Canada e dalla USA Network negli Stati Uniti d'America. La serie è stata ritrasmessa nel 2000.

## Trama
La serie è interpretata da Nick Mancuso nei panni di Steven Matrix, un sicario che viene ucciso durante un lavoro e inviato a una versione del Purgatorio chiamata The City In-Between. Lì gli viene data una scelta: essere mandato all'Inferno per tutti gli omicidi che ha commesso, o tornare sulla Terra e aiutare le persone. Ancora una volta in vita, Matrix riceve incarichi periodici da The City In-Between.

## Episodi
| Stagione       | Episodi | Prima TV Canada | Prima TV Italia |
| -------------- | ------- | --------------- | --------------- |
| Prima stagione | 13      | 1993            |                 |

## Curiosità
Nel 1999, Carrie-Anne Moss ha recitato in The Matrix , che non ha alcuna relazione con la serie televisiva a parte il titolo e il coinvolgimento della Moss.